# Capricorn Energy
Capricorn Energy (vormals Cairn Energy)
, gelistet im FTSE 250, ist ein international agierendes Mineralölunternehmen. Der Hauptsitz des Unternehmens befindet sich in Edinburgh, Schottland. Cairn Energy wurde 1988 von dem Rugbyspieler Bill Gammell gegründet.
Im Juni 2022 wurde verlautbart, dass Tullow Oil die Gesellschaft übernehmen wird.

## Operationen
Cairn Energy produziert und fördert Erdgas und Erdöl in Indien, Bangladesch, Nepal, Grönland und Tunesien.
Die 100-prozentige Explorationstochter Capricorn arbeitet in Bangladesh, Nepal, Grönland, Tunesien, Senegal, Albanien und künftig in Spanien.

### Schwerpunktverlagerung von Indien nach Grönland
Nach erfolgreichen Erschließungen in Indien hat das Unternehmen 2007 als erster Ölsucher mit zwei Probebohrungen in Grönland begonnen. 2010 meldete es das Auffinden von Erdgas in Grönland, das es als Hinweis auf ein Ölvorkommen interpretiert.

#### Indien: Cairn India
2006 lagerte Cairn seine Produktion in West- und Ostindien in die Firma Cairn India Limited aus. Die indische Tochter ist an der Bombay Stock Exchange und der National Stock Exchange of India gelistet. Cairn Energy hält 69,9 Prozent von Cairn India. Derzeit fördert Cairn India nach Angaben von Cairn Energy vor der Küste Indiens etwa 175.000 Barrel Öl am Tag. Das Unternehmen beabsichtigt sich nun von einem Teil seines Indiengeschäfts zu trennen und 51 Prozent der Anteile seiner Tochter Cairn India an den britischen Bergbaukonzern Vedanta Resources zu verkaufen. Das böte die Möglichkeit, freigesetzte Geldmittel für die Bohrungen vor der Küste Grönlands einzusetzen.

#### Grönland
Im August 2007 wurde bekannt, dass das Unternehmen sich für die Lizenzen für zwei Felder in der Diskobucht im Westen Grönlands beworben hatte und diese erhielt. Seit dieser Zeit investierte Cairn 500 Millionen Dollar und startete in der See vor der grönländischen Arktis mit Bohrungen in bis zu 500 Metern Tiefe nach Öl. 175 Kilometer vor der Westküste Grönlands im sogenannten „Planquadrat Sigguk“ zwischen der Disko-Bucht und der kanadischen Baffin-Insel fand das Unternehmen 2010 Erdgas.

## Kritik
Greenpeace kritisiert, Cairn Energy habe kaum Erfahrung mit Arktis- und Tiefseebohrungen. Laut Wall Street Journal sei das Unternehmen eine „Wildsau“, die sich durch hohe Gewinne, doch kaum kalkulierbare Risiken für Investoren auszeichne.
Naturschutzorganisationen sehen durch die Bohrungen vor Grönland eine enorme Gefahr für das Ökosystem der Arktis. Zur Sicherung der Bohrplattform muss ein hoher technischer Aufwand betrieben werden – beispielsweise um Kollisionen mit Eisbergen zu verhindern: Schiffe besprühen Treibeis mit Warmwasser und Schlepper versuchen, den Kurs von Eisbergen durch Schleppeinsatz zu ändern. Greenpeace entsandte sein arktistaugliches Schiff Esperanza, um die Aktivitäten auf der Bohrplattform zu überwachen. Bei einem Blowout wie bei der Plattform Deepwater Horizon wären die Folgen sehr viel verheerender. Da das Meeresgebiet ein halbes Jahr lang von Eis bedeckt ist, kann ein eventueller Ölaustritt aus den gebohrten Löchern zwischen Oktober und Mai nicht bekämpft werden. Hinzu kommt, dass an den unzugänglichen grönländischen Küsten das Öl nicht aufgesammelt werden kann. Außerdem verdunstet Öl im kalten Wasser Grönlands deutlich langsamer als im Golf von Mexiko.